# (78431) Kemble
(78431) Kemble est un astéroïde de la ceinture principale.

## Description
(78431) Kemble est un astéroïde de la ceinture principale. Il fut découvert le 16 août 2002 à l'observatoire Palomar par Andrew Lowe. Il présente une orbite caractérisée par un demi-grand axe de 2,44 UA, une excentricité de 0,15 et une inclinaison de 3,0° par rapport à l'écliptique.
Il est nommé en l'honneur du Père franciscain et astronome amateur Lucian Kemble (1922–1999), qui a donné son nom à trois astérismes, en particulier la cascade de Kemble dans la constellation de la Girafe.

## Compléments